# Guitarra Armada
Guitarra Armada es un álbum de 1979 compuesto por Luis Enrique Mejía Godoy y Carlos Mejía Godoy, en plena Revolución Sandinista. Se caracteriza por ser una serie de instrucciones musicalizadas para el conocimiento de las armas y explosivos decomisadas por la guerrilla al gobierno de Anastasio Somoza Debayle. Estas canciones se transmitían por Radio Sandino, para que las y los guerrilleros se familiarizaran con las canciones con instrucción militar, incluso siendo analfabetos.

## Contexto
La creación artística tuvo un papel relevante en la Revolución Sandinista, apoyando dicha insurrección no sólo desde una perspectiva narrativa sino jugando un papel activo en la transmisión de su ideología. El régimen de Anastasio Somoza mantuvo un control férreo de cualquier expresión artística opuesta a su gobierno, persiguiendo, encarcelando y asesinando a quienes producían este tipo de materiales, muchos de los cuales también eran combatientes en activo. La literatura y la música tuvieron un papel relevante en la difusión en el extranjero de los reclamos guerrilleros al tener cerrados los medios de comunicación convencionales.
Como otros artistas, los hermanos Mejía Godoy produjeron en Costa Rica el álbum Guitarra armada, siendo publicado poco antes de la victoria sandinista. Esta producción es muy singular al no limitarse sus compositores solo a crear canciones que honraban la memoria de combatientes caídos, una costumbre sandinista que no sólo se limitaba al arte, sino a la memoria mediante monumentos o el cambio del nombre de sitios; o bien, a la relatoría de victorias de la guerrilla. Si bien el álbum contiene canciones de estos dos tipos, su mayor logro fue ser un disco instructivo para conocer las armas más comunes o bien, colocar explosivos en un lenguaje sencillo y con música folklórica influenciada por el movimiento Canto nuevo.

## Lista de canciones
1. El garand
2. Que es el FAL
3. Las municiones
4. Carabina M-1
5. Los explosivos
6. Memorándum militar 1-79
7. Un tiro 22
8. A Gaspar García
9. El zenzontle pregunta por Arlen. Esta canción fue compuesta en honor a la guerrillera Arlen Siu, conocida también como La Chinita.[4]
10. Comandante Carlos Fonseca
11. Himno de la unidad Sandinista